# Campeonato Europeu de Andebol Masculino de 2014
O Campeonato Europeu de HandebolPB/AndebolPE Masculino de 2014 foi a 11ª edição do principal campeonato de handebol das seleções da Europa. O torneio realizou-se na Dinamarca, que foi escolhida como sede em 25 de setembro de 2010, ante a outra candidatura conjunta de Hungria-Croácia. O torneio ocorreu entre os dias 14 e 26 de Janeiro, e reuniu 16 equipas.
A França conquistou o seu 3º título após derrotar a anfitirã Dinamarca por 41–32 na final.

## Escolha da sede
Com apenas duas candidaturas, apenas uma ronda de votação foi realizada, sendo a proposta dinamarquesa a vencedora, contra a proposta conjunta de Hungria e Croácia.
| País              | Cidades-sede                                     | Votação |
| ----------------- | ------------------------------------------------ | ------- |
| Dinamarca         | Herning, Aalborg, Århus, Odense, Ballerup, Farum | 24      |
| Hungria e Croácia | Budapest, Veszprem, Debrecen, Zagreb,            | 22      |

## Sub-sedes
As sub-sedes inicialmente apresentadas são as seguintes (com seus respectivos locais de competição):
| Aalborg                   | Aarhus                       | Ballerup                             | Herning                           | Odense                    |
| Gigantium Capacity: 8,500 | NRGi Arena Capacity: : 4,700 | Ballerup Super Arena Capacity: 9,000 | Jyske Bank Boxen Capacity: 14,000 | Arena Fyn Capacity: 3,200 |
|                           |                              |                                      |                                   |                           |

### Equipas Qualificadas
| País               | Qualificado como              | Qualificado a     | Campeonatos anteriores1                                         |
| ------------------ | ----------------------------- | ----------------- | --------------------------------------------------------------- |
| Dinamarca          | Anfitriã (e Campeã em título) | 25 September 2010 | 9 (1994, 1996, 2000, 2002, 2004, 2006, 2008, 2010, 2012)        |
| França             | Vencedor Grupo 3              | 6 Abril 2013      | 10 (1994, 1996, 1998, 2000, 2002, 2004, 2006, 2008, 2010, 2012) |
| Espanha            | Vencedor Grupo 1              | 7 Abril 2013      | 10 (1994, 1996, 1998, 2000, 2002, 2004, 2006, 2008, 2010, 2012) |
| Islândia           | Vencedor Grupo 6              | 7 Abril 2013      | 7 (2000, 2002, 2004, 2006, 2008, 2010, 2012)                    |
| Suécia             | Vencedor Grupo 5              | 12 Junho 2013     | 9 (1994, 1996, 1998, 2000, 2002, 2004, 2008, 2010, 2012)        |
| Hungria            | 2º Class Grupo 4              | 12 Junho 2013     | 8 (1994, 1996, 1998, 2004, 2006, 2008, 2010, 2012)              |
| Noruega            | 2º Class Grupo 3              | 12 Junho 2013     | 5 (2000, 2006, 2008, 2010, 2012)                                |
| Polônia            | 2º Class Grupo 5              | 12 Junho 2013     | 6 (2002, 2004, 2006, 2008, 2010, 2012)                          |
| Montenegro         | 2º Class Grupo 2              | 12 Junho 2013     | 1 (2008)                                                        |
| Croácia            | Vencedor Grupo 4              | 12 Junho 2013     | 10 (1994, 1996, 1998, 2000, 2002, 2004, 2006, 2008, 2010, 2012) |
| Sérvia             | Vencedor Grupo 7              | 12 Junho 2013     | 2 (2010, 2012)                                                  |
| Chéquia            | Vencedor Grupo 2              | 15 Junho 2013     | 7 (1996, 1998, 2002, 2004, 2008, 2010, 2012)                    |
| Bielorrússia       | 2º Class Grupo 6              | 16 Junho 2013     | 2 (1994, 2008)                                                  |
| Áustria            | 2º Class Grupo 7              | 16 Junho 2013     | 1 (2010)                                                        |
| Rússia             | Melhor 3º class               | 16 Junho 2013     | 10 (1994, 1996, 1998, 2000, 2002, 2004, 2006, 2008, 2010, 2012) |
| Macedônia do Norte | 2º Class Grupo 1              | 16 Junho 2013     | 2 (1998, 2012)                                                  |

1 Bold indica campeão dessa edição. Itálico indica anfitrião.

## 1ª Fase
Todos os horários estão no Horário da Europa Central, (UTC+1).
|  | Equipa avança para a Segunda Fase |

### Grupo A
| # | Equipa             | Pts | J | V | E | D | GM | GS | DG | Notas |
| - | ------------------ | --- | - | - | - | - | -- | -- | -- | ----- |
| 1 | Dinamarca          | 6   | 3 | 3 | 0 | 0 | 95 | 79 |    |       |
| 2 | Macedônia do Norte | 3   | 3 | 1 | 1 | 1 | 67 | 74 |    |       |
| 3 | Áustria            | 2   | 3 | 1 | 0 | 2 | 80 | 75 |    |       |
| 4 | Chéquia            | 1   | 3 | 0 | 1 | 2 | 73 | 87 |    |       |

### Grupo B
| # | Equipa   | Pts | J | V | E | D | GM | GS | DG | Notas |
| - | -------- | --- | - | - | - | - | -- | -- | -- | ----- |
| 1 | Espanha  | 6   | 3 | 3 | 0 | 0 | 94 | 80 |    |       |
| 2 | Islândia | 3   | 3 | 1 | 1 | 1 | 86 | 86 |    |       |
| 3 | Hungria  | 2   | 3 | 0 | 2 | 1 | 80 | 87 |    |       |
| 4 | Noruega  | 1   | 3 | 0 | 1 | 2 | 77 | 84 |    |       |

### Grup0 C
| # | Equipa  | Pts | J | V | E | D | GM | GS | DG | Notas |
| - | ------- | --- | - | - | - | - | -- | -- | -- | ----- |
| 1 | França  | 6   | 3 | 3 | 0 | 0 | 94 | 83 |    |       |
| 2 | Polônia | 2   | 3 | 1 | 0 | 2 | 70 | 70 |    |       |
| 3 | Rússia  | 2   | 3 | 1 | 0 | 2 | 77 | 84 |    |       |
| 4 | Sérvia  | 2   | 3 | 1 | 0 | 2 | 73 | 77 |    |       |

### Grupo D
| # | Equipa       | Pts | J | V | E | D | GM | GS | DG | Notas |
| - | ------------ | --- | - | - | - | - | -- | -- | -- | ----- |
| 1 | Croácia      | 6   | 3 | 3 | 0 | 0 | 85 | 68 |    |       |
| 2 | Suécia       | 4   | 3 | 2 | 0 | 1 | 82 | 68 |    |       |
| 3 | Bielorrússia | 3   | 3 | 1 | 0 | 2 | 73 | 86 |    |       |
| 4 | Montenegro   | 0   | 3 | 0 | 0 | 3 | 66 | 84 |    |       |

## 2ª Fase
|  | Equipa avança para as Meias Finais    |
|  | Equipa avança para o jogo do 5º lugar |

### Grupo I
| # | Equipa             | Pts | J | V | E | D | GM  | GS  | DG | Notas |
| - | ------------------ | --- | - | - | - | - | --- | --- | -- | ----- |
| 1 | Dinamarca          | 10  | 5 | 5 | 0 | 0 | 153 | 125 |    |       |
| 2 | Espanha            | 8   | 5 | 4 | 0 | 1 | 156 | 135 |    |       |
| 3 | Islândia           | 5   | 5 | 2 | 1 | 2 | 140 | 146 |    |       |
| 4 | Hungria            | 3   | 5 | 1 | 1 | 3 | 133 | 139 |    |       |
| 5 | Macedônia do Norte | 2   | 5 | 1 | 0 | 4 | 117 | 143 |    |       |
| 6 | Áustria            | 2   | 5 | 1 | 0 | 4 | 129 | 140 |    |       |

### Grupo II
| # | Equipa       | Pts | J | V | E | D | GM  | GS  | DG | Notas |
| - | ------------ | --- | - | - | - | - | --- | --- | -- | ----- |
| 1 | França       | 8   | 5 | 4 | 0 | 1 | 157 | 140 |    |       |
| 2 | Croácia      | 8   | 5 | 4 | 0 | 1 | 147 | 126 |    |       |
| 3 | Polônia      | 6   | 5 | 3 | 0 | 2 | 145 | 136 |    |       |
| 4 | Suécia       | 6   | 5 | 3 | 0 | 2 | 138 | 137 |    |       |
| 5 | Rússia       | 2   | 5 | 1 | 0 | 4 | 141 | 154 |    |       |
| 6 | Bielorrússia | 0   | 5 | 0 | 0 | 5 | 137 | 172 |    |       |

## Fase Final
|  | Semifinais           | Semifinais           |    |                      | Final                | Final |  |
|  |                      |                      |    |                      |                      |       |  |
|  | 24 January – Herning |                      |    |                      |                      |       |  |
|  | Dinamarca            | 29                   |    |                      |                      |       |  |
|  | Croácia              | 27                   |    |                      |                      |       |  |
|  |                      |                      |    |                      |                      |       |  |
|  |                      |                      |    |                      | 26 January – Herning |       |  |
|  |                      |                      |    |                      | Dinamarca            | 32    |  |
|  |                      | França               | 41 |                      |                      |       |  |
|  |                      |                      |    |                      |                      |       |  |
|  |                      |                      |    |                      |                      |       |  |
|  |                      |                      |    |                      | Terceiro lugar       |       |  |
|  | 24 January – Herning | 24 January – Herning |    | 26 January – Herning | 26 January – Herning |       |  |
|  | França               | 30                   |    | Croácia              | 28                   |       |  |
|  | Espanha              | 27                   |    |                      | Espanha              | 29    |  |

### Atribuição 5º lugar
| 24 Janeiro 2014 | Islândia     | 28 – 27 | Polônia       | Jyske Bank Boxen, Herning |
| 16:00           | Guðjónsson 8 | Report  | Kuchczyński 5 | Público: 9,000            |

## Classificação Final
A classificação final entre o 7º e o 16º lugar foram determinados pelos resultados da fase de grupos.
| Rank | Team               |
| ---- | ------------------ |
|      | França             |
|      | Dinamarca          |
|      | Espanha            |
| 4    | Croácia            |
| 5    | Islândia           |
| 6    | Polônia            |
| 7    | Suécia             |
| 8    | Hungria            |
| 9    | Rússia             |
| 10   | Macedônia do Norte |
| 11   | Áustria            |
| 12   | Bielorrússia       |
| 13   | Sérvia             |
| 14   | Noruega            |
| 15   | Chéquia            |
| 16   | Montenegro         |

### Equipa All Star
A equipa All-star e premiados foram anunciados a 26 de Janeiro de 2014.
| Posição          | Jogador                       |
| ---------------- | ----------------------------- |
| Guarda-redes     | Niklas Landin Jacobsen (DEN)  |
| Ponta Direita    | Luc Abalo (FRA)               |
| Lateral Direito  | Krzysztof Lijewski (POL}}     |
| Central          | Domagoj Duvnjak (CRO)         |
| Lateral Esquerdo | Mikkel Hansen (DEN)           |
| Ponta Esquerda   | Guðjón Valur Sigurðsson (ISL) |
| Pivot            | Julen Aguinagalde (ESP)       |

### Outros prémios
| Prémio        | Jogador                        |
| ------------- | ------------------------------ |
| MVP           | Nikola Karabatić (FRA)         |
| Melhor Defesa | Tobias Karlsson (SWE)          |
| Goleador      | Joan Cañellas (ESP) (50 golos) |

### Melhores Marcadores
| Pos | Nome                          | Golos | Remates | %  | J |
| --- | ----------------------------- | ----- | ------- | -- | - |
| 1   | Joan Cañellas (ESP)           | 50    | 64      | 78 | 8 |
| 2   | Guðjón Valur Sigurðsson (ISL) | 44    | 60      | 73 | 7 |
| 3   | Mikkel Hansen (DEN)           | 39    | 60      | 65 | 8 |
| 4   | Kiril Lazarov (MKD)           | 38    | 74      | 51 | 6 |
| 5   | Domagoj Duvnjak (CRO)         | 36    | 64      | 56 | 8 |
| 5   | Michaël Guigou (FRA)          | 36    | 48      | 75 | 8 |
| 7   | Siarhei Rutenka (BLR)         | 34    | 62      | 55 | 6 |
| 8   | Zlatko Horvat (CRO)           | 33    | 45      | 73 | 8 |
| 9   | Nikola Karabatić (FRA)        | 32    | 51      | 63 | 8 |
| 10  | Luc Abalo (FRA)               | 31    | 43      | 72 | 8 |
| 10  | Krzysztof Lijewski (POL)      | 31    | 54      | 54 | 7 |
| 10  | Víctor Tomás (ESP)            | 31    | 45      | 69 | 8 |

Fonte: EHF.com